# Зубарево (Владимирская область)
Зубарево — деревня в Александровском районе Владимирской области, входит в состав Андреевского сельского поселения.

## География
Деревня расположена в 8 км на северо-запад от центра поселения села Андреевское и в 16 км на северо-восток от Александрова. 

## История
В конце XIX — начале XX века деревня входила в состав Андреевской волости Александровского уезда. В 1859 году в деревне числилось 28 дворов, в 1905 году — 35 дворов, в 1926 году — 40 дворов.
С 1929 года деревня являлась центром Зубаревского сельсовета Александровского района, с 1940 года — в составе Ивано-Соболевского сельсовета, с 1948 года — в составе пригородной зоны города Александрова, с 1965 года — в составе Александровского района, с 1967 года — в составе Елькинского сельсовета, с 1975 года — в составе Майского сельсовета, с 2005 года — в составе Андреевского сельского поселения. 

## Население
| 1859 | 1905 | 1926 | 2002 | 2010 | 2021 |
| ---- | ---- | ---- | ---- | ---- | ---- |
| 211  | ↗216 | ↘199 | ↘0   | →0   | ↗1   |